# Niema Movassat

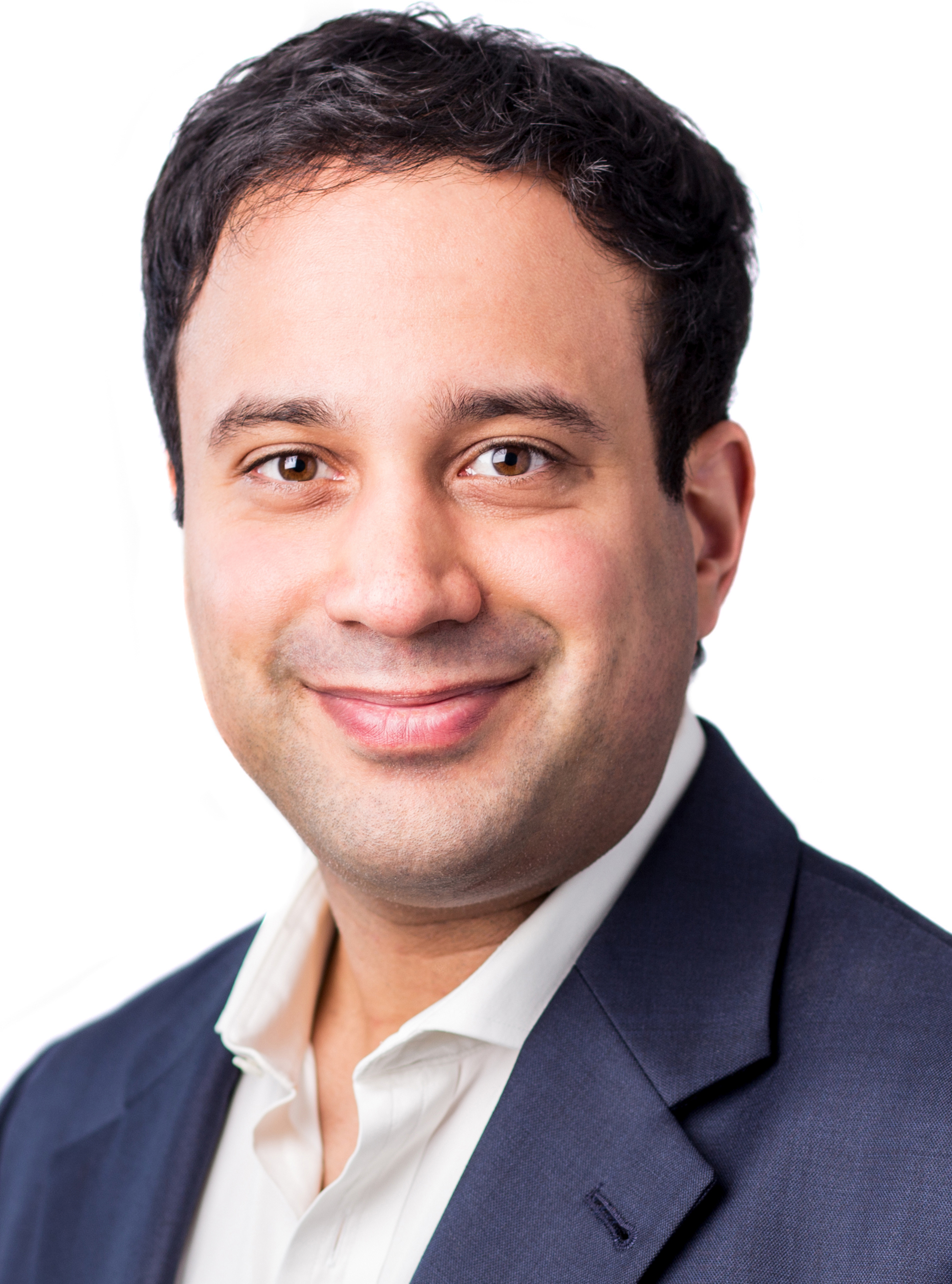
Niema Movassat (2016)

Niema Movassat (* 22. August 1984 in Wuppertal) ist ein deutscher Politiker (Die Linke) und Rechtsanwalt. Er war von 2009 bis 2021 Mitglied des Bundestages.

## Leben und Beruf
Movassat wurde als Sohn eines iranischen Ingenieurs und einer iranischen Röntgenassistentin in Wuppertal geboren. In seinem dritten Lebensjahr zog seine Familie mit ihm nach Oberhausen. Hier besuchte er zunächst die Adolf-Feld-Grundschule und legte 2004 sein Abitur am Elsa-Brändström-Gymnasium ab. Im Anschluss absolvierte er an der Heinrich-Heine-Universität Düsseldorf ein Studium der Rechtswissenschaft. Er schloss die Erste juristische Prüfung im April 2009 mit der Note „gut“ ab und ist seitdem Diplom-Jurist. Im selben Jahr wurde er auf Vorschlag der Linksjugend solid NRW auf Platz acht der Landesliste Nordrhein-Westfalen der Partei Die Linke gewählt, über die er dann in den Bundestag einzog. Gleichzeitig kandidierte er als Direktkandidat im Wahlkreis 118 Oberhausen/Wesel III.
2014 begann Movassat an der FernUniversität in Hagen den Studiengang zum Master of Laws, den er 2016 erfolgreich beendete. Nach seinem Ausscheiden aus dem Deutschen Bundestag begann er 2021 das Rechtsreferendariat am Kammergericht Berlin. 2023 wurde er aufgrund seiner Dissertation „Das Gebot politischer Neutralität für Amtsträger – eine kritische Betrachtung“ durch die FernUniversität in Hagen zum „Dr. iur.“ promoviert. 2024 erlangte Movassat die Zulassung als Rechtsanwalt.
Er ist verheiratet und hat zwei Kinder.

## Partei
Niema Movassat trat im Juni 2000 in den Jugendverband [’solid] – die sozialistische jugend und im August desselben Jahres in die PDS ein. Anlass für den Eintritt in die Partei war der erste Kriegseinsatz deutscher Soldaten seit 1945, der 1999 im Kosovo stattfand. Im Jugendverband war er von 2002 bis 2005 Landessprecher in Nordrhein-Westfalen. 2003 wurde er in den Landesvorstand der PDS NRW gewählt. Auch in der Linkspartei.PDS und der Linken gehörte er weiterhin bis zum Herbst 2008 dem Landesvorstand als jugendpolitischer Sprecher an. Zugleich war er ab 2007 auch innen- und rechtspolitischer Sprecher des Landesverbandes. Vom Mai 2008 bis zum Mai 2010 gehörte Niema Movassat als jugendpolitischer Sprecher dem Parteivorstand der Linken an. Im September 2018 kritisierte er seine Parteikollegin Sahra Wagenknecht für ihren Versuch, DIE LINKE zu einer restriktiveren Migrationspolitik zu bewegen, und für die Gründung der Sammlungsbewegung aufstehen. Beides könne der Linken schaden und sei gefährlich.
Niema Movassat ist Mitbegründer des innerparteilichen Zusammenschlusses Bewegungslinke. Beim Bundesparteitag am 27. Februar 2021 wurde er in den Parteivorstand gewählt, dem er bis zum 8. Parteitag im Juni 2022 angehörte.

## Abgeordneter
Vom Januar 2007 bis Oktober 2009 war er Mitglied der Bezirksvertretung Oberhausen-Sterkrade.
Am 27. September 2009 wurde Movassat über die Landesliste Nordrhein-Westfalen in den 17. Bundestag gewählt und war seitdem bis September 2021 Mitglied des Deutschen Bundestages. Er war der jüngste Abgeordnete seiner Fraktion, bis Yvonne Ploetz im Februar 2010 für den zurückgetretenen Oskar Lafontaine nachrückte. Movassat war bis 2017 Obmann im Ausschuss für wirtschaftliche Zusammenarbeit und Entwicklung sowie Stellvertreter im Auswärtigen Ausschuss sowie Sprecher für Welternährung für die Fraktion Die Linke. Von 2009 bis 2013 war er Obmann seiner Fraktion im Unterausschuss Gesundheit in Entwicklungsländern.
Bei der Bundestagswahl 2017 zog er über den Listenplatz 6 der Partei Die Linke NRW erneut in den Deutschen Bundestag ein. Er war Obmann seiner Fraktion im Ausschuss für Recht und Verbraucherschutz. Movassat gehörte als ordentliches Mitglied außerdem dem Wahlausschuss an. Zudem war er verfassungspolitischer und drogenpolitischer Sprecher seiner Fraktion. Er war Mitglied im 1. Untersuchungsausschuss der 19. Wahlperiode des deutschen Bundestages.
Im Juni 2020 kündigte Movassat in einer öffentlichen Erklärung an, 2021 nicht erneut für den Deutschen Bundestag zu kandidieren und führte als Grund u. a. an, dass ihm drei Legislaturperioden genügen.

## Politische Positionen
In seiner Zeit als Entwicklungspolitiker setzte sich Niema Movassat dafür ein, dass die Bundesrepublik Deutschland sich für den durch das Deutsche Reich begangenen Völkermord an den Herero und Nama entschuldige und Entschädigungsleistungen erbringe. Auch kritisierte er, dass Deutschland die international zugesagte Entwicklungshilfequote nur durch Tricks erbringe. Nach seinem Wechsel 2017 in den Ausschuss für Recht und Verbraucherschutz widmete er sich unter anderem dem Thema Schwarzfahren. Er brachte einen Antrag in den Bundestag ein, in welchem seine Fraktion DIE LINKE forderte, das Schwarzfahren als Straftatbestand zu streichen. Movassat begründete dies damit, dass vor allem arme Menschen, die kein Geld für Tickets haben, von dem Straftatbestand betroffen seien und auch das Parken ohne Parkschein keine Straftat, sondern nur eine Ordnungswidrigkeit darstellt. Auch forderte er, die Ersatzfreiheitsstrafe, wie in anderen europäischen Ländern bereits geschehen, abzuschaffen. Hinsichtlich des Containerns – dem Retten von Lebensmitteln aus Supermarktcontainern – forderte er, dies nicht länger als Straftat zu behandeln. Er verwies darauf, dass angesichts des massiven Wegwerfens von Lebensmitteln Containern ein Beitrag zur Ressourcenschonung sei.
Als drogenpolitischer Sprecher der Linksfraktion im Bundestag macht sich Niema Movassat besonders für die Legalisierung von Cannabis und die Entkriminalisierung von Drogenkonsumenten stark. Als scharfer Kritiker der Prohibitionspolitik vertritt er die Auffassung, dass illegale Drogenmärkte nur über eine staatliche Regulierung zurückgedrängt werden können.

## Werke
- US-Drohneneinsatz von deutschem Boden aus: Völkerrechtliche und verfassungsrechtliche Probleme. Books on Demand, 2017, ISBN 978-3-7431-6161-0 (eingeschränkte Vorschau in der Google-Buchsuche – Masterarbeit 2016 (Fernuniversität in Hagen)).
- Das Gebot politischer Neutralität für Amtsträger – eine kritische Betrachtung. Diss. Peter Lang Verlag, Berlin 2023, ISBN 978-3-631-90736-8